# Vester Ulslev Kirke
Vester Ulslev Kirke er kirken i Vester Ulslev på Lolland. Kirken er bygget før år 1300.
Kirken består af et romansk hus med senere tilføjet sengotisk tårn. Der er svage rester af kalkmalerier fra omkring 1300. Ditlev Gothard Monrad var præst 1846-1849 og var en af hovedforfatterne af 1849-grundloven, som er udtænkt i præstegården i Vester Ulslev. I 1849-1854 var han biskop over Lolland-Falster og blev senere minister.

## Kirkens orgel
I året 1897 blev Laurids Jørgensen kaldet til embedet som lærer ved Strandbyernes skole. Han var uddannet organist. Der var imidlertid ikke noget orgel i Vester Ulslev Kirke, så Laurids Jørgensen gik i gang med at at skaffe penge og opbakning til et orgel.
i 1904 bevilligede sognerådet et årligt honorar på 50 kr. til organisten, ligesom det vedtog at afholde udgifterne til forsikring af orglet samt til en bælgtræder. Det var ikke elektricitet i kirken. Desuden lykkedes det på forskellig vis at skaffe penge til orglet bl.a. ved i juni 1905 at afholde en fest på festpladsen i Kjeldskov.
Orglet kostede 1.700 kr., som blev skaffet ved bidrag og frivilligt arbejde, og sognerådet påtog sig driftsomkostningerne. Menighedsrådet havde ikke noget at skulle sige over orglet. Det gav anledning til forespørgsler fra både amtmand og provst, der begge undrede sig over denne konstruktion. Sognerådet havde endda indført særskilte betalinger for brug af orglet uden for de normale gudstjenester. Prisen var fra 1 til 20 kr. efter lejerens ansatte rigdom.
I 1982 var orglet i så miserabel stand, at det ikke kunne betale sig at reparere det. Det blev solgt for 1.000 kr. og et ny orgel installeret.

## Inventar
- Døbefonten er romansk og sandsynligvis fremstillet på Gotland.
- Den ene af kirkens klokker er senmiddelalderlig, den anden er fra 1860.
- Altertavlen er fra ca. 1616 og minder meget om den i nabosognet Fuglse.
- Foran tavlen er opstillet en formindsket kopi af Thorvaldsens kristusfigur.
- Alterbordet er nyere.
- Prædikestolen er fra ca. 1610

## Eksterne kilder og henvisninger
- Wikimedia Commons har flere filer relateret til Vester Ulslev Kirke
- Otto Norn: Danmarks kirker, Maribo Amt b. 2
- Krumsøarkivets årsskrift 1991
- Vester Ulslev Kirke hos KortTilKirken.dk
- Vester Ulslev Kirke hos danmarkskirker.natmus.dk (Danmarks Kirker, Nationalmuseet)